# Jorge Lefebre
Jorge Lefebre, né à Santiago de Cuba le 24 mars 1936 et mort à Bruxelles le 15 mai 1990, est un danseur et chorégraphe cubain.

## Biographie
Après des études à La Havane avec Alicia Alonso, il entre à la Katherine Dunham Company, puis rejoint le Ballet du XXe siècle de Maurice Béjart en 1963.Est également professeur a l'école de danse Mudra.
Dès 1967, Hanna Voos, directrice du Ballet royal de Wallonie, lui propose de créer quelques pièces à Charleroi. En 1980, alors qu'on cherche un directeur à ce ballet, c'est Jorge Lefebre qui sera choisi, menant ainsi la destinée du Ballet royal de Wallonie pendant dix ans, jusqu'à sa mort, survenue en 1990.

## Quelques œuvres
- 1974 : Œdipe roi (avec le Ballet Nacional de Cuba)
- 1975 : Coppélia
- 1978 : David come home
- 1979 : The prodigal son is on the road again
- IX eme Symphonie de Beethoven-M.Béjart- Bruxelles -1976 photo : www.waregne.com 1979 : Paquita
- 1980 : La Dame aux camélias
- 1982 : Tchaïkovski, l'enfant de porcelaine

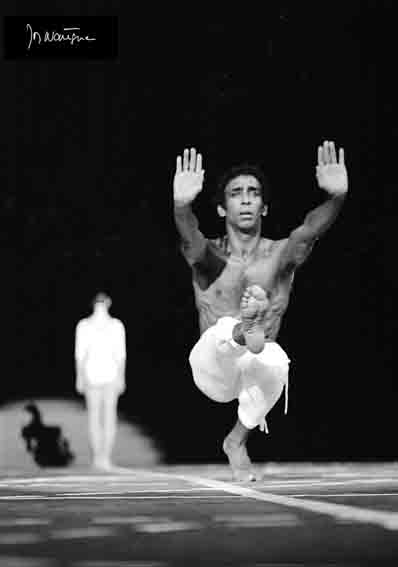
IX eme Symphonie de Beethoven-M.Béjart- Bruxelles -1976 photo : www.waregne.com

- 1982 : Il était une fois Shéhérazade
- 1983 : Images
- 1984 : Requiem
- 1986 : Carmina Burana
- 1987 : Frankenstein
- 1988 : Le Sacre du printemps
- 1989 : Carmen